# 都黎县
都黎县，中国北宋古县名。
宋徽宗崇宁（1102年-1106年）年间置都黎县，治所在今广西壮族自治区巴马瑶族自治县西北。属邕州所辖羁縻文州。文州。崇寧五年（1106年）納土。大觀元年（1107年），置綏南砦。紹興四年（1134年）廢。后废都黎县。 